# Heliodor Faus Pérez
Heliodor Faus Pérez (Ròtova, 19 de març 1938) és un mestre valencià, alcalde de Ròtova i fou el primer alcalde de Ròtova després de la Transició democràtica espanyola.
Heliodor Faus Pérez, va nàixer el 19 de març 1938 a Ròtova (País Valencià) i resideix actualment a Gandia. Va estudiar peritatge mercantil però la seua vocació veritable va ser la de mestre d'escola. Va ser professor successivament a Mislata (1962), Cullera (1963) i Sueca (1967). Va tornar a Cullera el 1968 i finalment a Gandia (1979) fins a la seua jubilació el 1998. Va ser pioner en els moviments de renovació pedagògica i en la pràctica d'activitats en la natura.
En els anys 1955-1965 va pertànyer a la Joventut d'Acció Rural Catòlica (JARC).
El 1979, en arribar les primeres eleccions municipals democràtiques, va encapçalar una llista independent i progressista a Ròtova. El resultat va ser un empat a quatre regidories amb la Unió de Centre Democràtic (UCD) i una regidoria per al PSPV-PSOE. Al capdavant d'aquest primer ajuntament democràtic encetà molts projectes novedosos per al poble en l'àmbit urbanístic, sanitari, esportiu, musical (impulsant el retorn de La Rotovense Musical) i sobretot cultural, creant una biblioteca, publicant la revista “Anem fent Llavor” i encetant la tradició de les setmanes culturals. El canvi de sentit del vot del regidor del PSPV-PSOE el va forçar a deixar l'alcaldia el 12 de març de 1982.